# Grå vargarna

Grå vargarna grundades som en ungdomsorganisation till MHP.

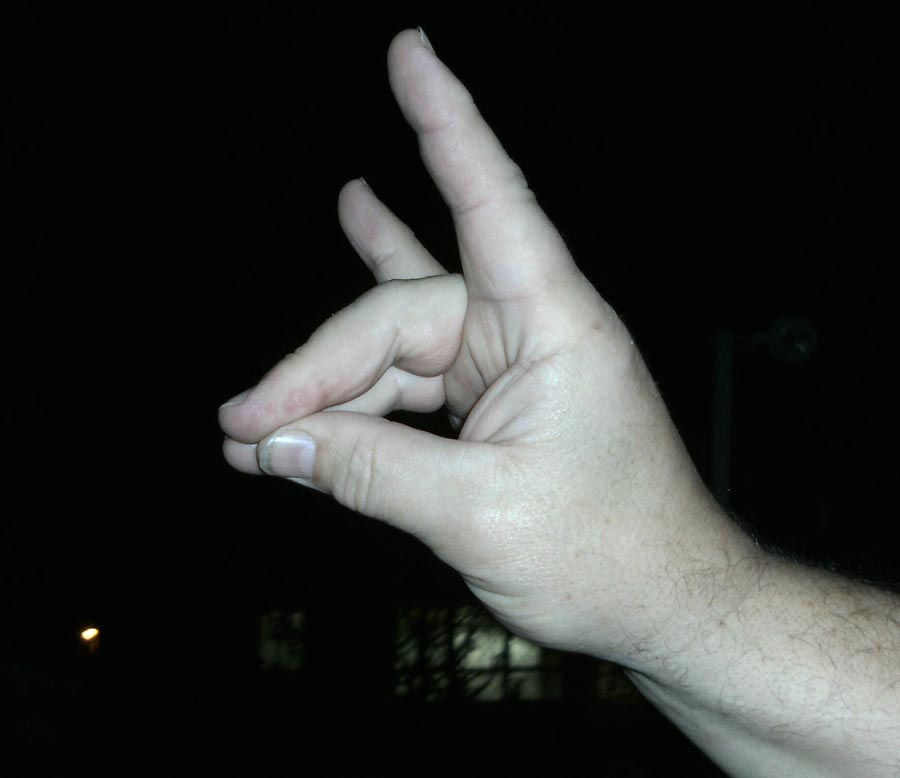
Personer som sympatiserar med Grå vargarna gör ofta ett tecken med handen som ska föreställa en grå varg.

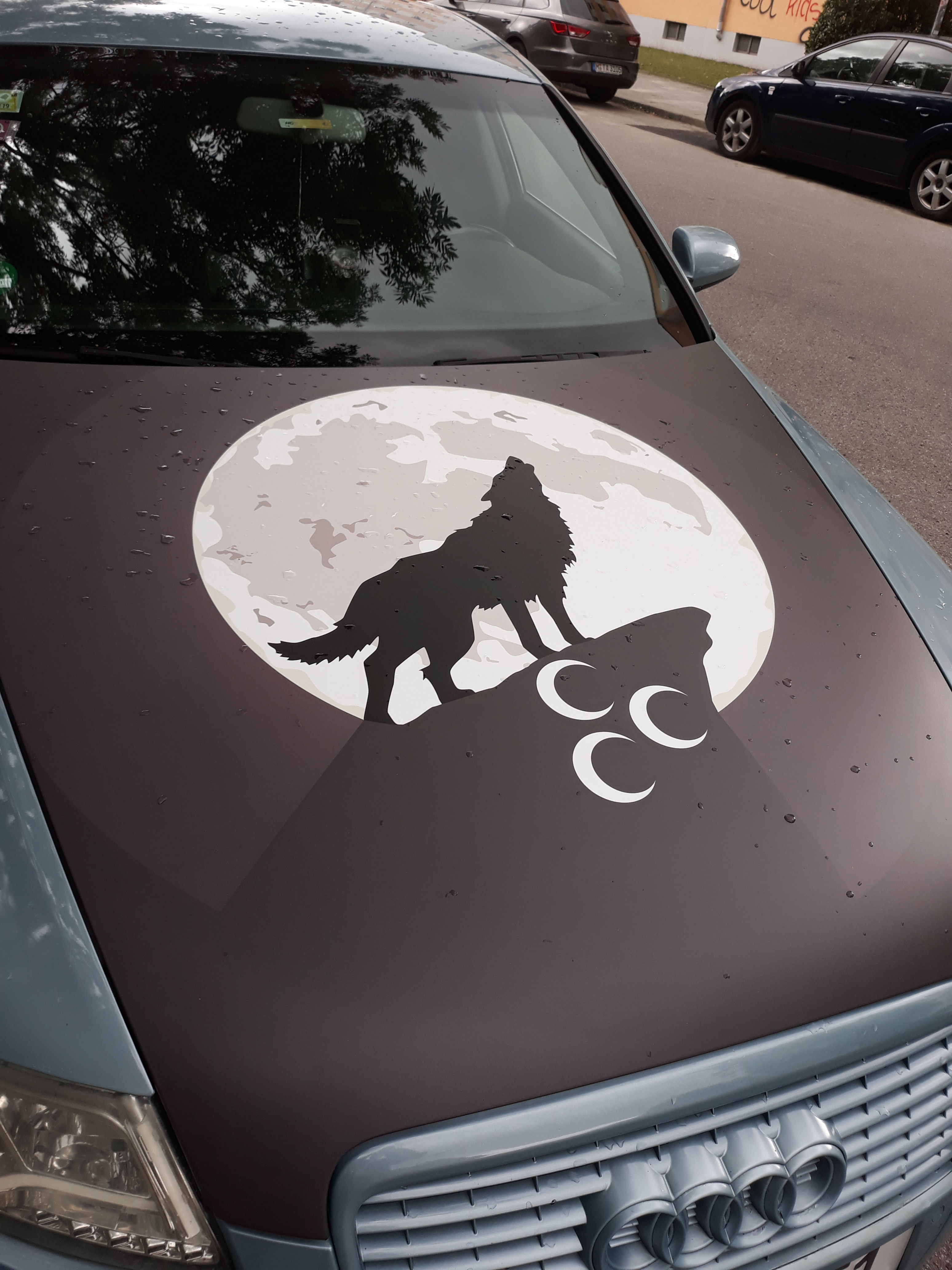
En bil som har MHP:s partisymbol och en ylande varg.

Grå vargarna (turkiska: Bozkurtlar) eller Idealistiska ungdomar (Ülkücü Gençlik) är en turkisk högerextrem, ultranationalistisk, nyfascistisk, islamistisk och panturkisk ungdomsorganisation som bildades 1968. Organisationen har anklagats för terrorism och har enligt turkiska myndigheter mördat 694 personer mellan 1974 och 1980. Aktionerna har varit riktade mot vänstersympatisörer, kurder, armenier och greker i både Turkiet och Europa. Grå vargarna är det högerextrema turkiska partiet Nationella aktionspartiets (MHP) inofficiella militära gren. Organisationen har utretts för kopplingar till den "djupa staten" i Turkiet och stay-behind nätverket Operation Gladio.
Grå vargarna har verksamhet i Eurasien (såsom Azerbajdzjan, Cypern, Syrien, Ryssland med flera) och i Västeuropa (såsom Österrike, Belgien, Tyskland, Sverige, Frankrike med flera). I november 2020 upplöstes Grå vargarnas verksamheter i Frankrike av franska myndigheter efter att ett monument till Armeniska folkmordet vandaliserats med Grå vargarna-klotter och myndigheterna upptäckt läger för vapenträning i Ardèche. I Sverige har organisationen haft koppling till Azerbajdzjanska riksförbundet och flera politiker med ursprung i Turkiet. Det mest uppmärksammade fallet var när den dåvarande bostadsministern Mehmet Kaplan (MP) fick avgå efter att han varit på middag med representanter från Grå vargarna.

## Terroristklassad och förbjuden i flera länder
Grå vargarna är en förbjuden organisation i Azerbajdzjan, Frankrike och Kazakstan. I Tyskland har det lyfts förslag om att förbjuda organisationen. I maj 2021 uppmanade Europaparlamentet sina 27 medlemsländer att klassificera Grå vargarna som ett terroristorganisation.
I Sverige har det i olika sammanhang diskuterats om att förbjuda Grå vargarna vilket ofta nämns i samband med diskussionen om att förbjuda den nynazistiska organisationen Nordiska motståndsrörelsen (NMR). Grå vargarna har också pekats ut som ett säkerhetshot. En som förespråkat ett förbud av Grå vargarna i Sverige är samhällsdebattören och författaren Kurdo Baksi.

## Kopplingar till Sverige
I Sverige kallar sig Grå vargarna för İsveç Ülkü Ocakları och bedriver sin verksamhet i Stockholm där de har haft en lokal i Sundbyberg. De har även närvarat på demonstrationer i Malmö. Det har riktats kritik mot Turkiska riksförbundet och Azerbajdzjanska riksförbundet i Sverige för deras nära band till Grå vargarna. Det finns flera fall som uppmärksammats där bland annat politiker och opinionsbildare har varit på samma möten och middagar som representanter för Grå vargarna.
- År 2016 lämnade den dåvarande bostadsministern Mehmet Kaplan (MP) sin post efter att uppgifter om att han var på middag med medlemmar från Grå vargarna nått media.[32] Ilhan Senturk som pekades ut som dåvarande ledare för Grå vargarna nekade att han hade något relation till Mehmet Kaplan.[33] Även politikern Yasin Ipek (S) som var med på samma middag fick lämna sina politiska uppdrag.[34]
- 2016 utsattes en kurdisk man för ett mordförsök i Fittja efter en demonstration. Mordförsöket inträffade efter att det uppstått ett bråk mellan vad som beskrivs som kurder och turkar. Den kurdiska mannen blev beskjuten från en förbipasserande bil och fick genomgå två operationer. Misstankar riktades mot sympatisörer med de Grå vargarna.[35]
- 2017 skrev Mitti och Expo om hur Grå vargarna hyllades på ett möte i Stockholm som anordnades i Folkets hus i Rinkeby står Nybildade turkiska föreningen Manas Kulturcenter.[36][37]
- 2017 avslöjade tidningen Märsta.nu att en person som arbetade på Arlanda flygplats för företaget Gate Gourmet hade en flagga i sin tjänstebil med bland annat Grå vargarnas emblem. Området personen hade tillträde till kräver att personen är säkerhetsklassad och godkänd av Transportstyrelsen.[38][39][40]
- Inför valet 2018 kom uppgifter om att Mikail Yüksel varit på möte med Grå vargarna vilket ledde till att han uteslöts från Centerpartiet.[41] Yüksel som senare bildade Partiet Nyans kritiserades 2022 för att delta i protester som kopplades till en påverkanskampanj riktat mot Sverige.[42]
- 2018 avslöjade Expressen att politikerna Sultan Kayhan (S) och Bo Sundin (M) deltog på en middag i Rinkeby där Yalcin Selek som pekas ut som ordförande för Grå vargarna närvarade.[43]
- Under 2018 anordnade Svenskt-turkiskt kulturcenter en tillställning i Vällingbyteatern med turkiske sångaren Mustafa Yıldızdoğan där Grå vargarna hyllades.[44]
- I november 2020 deltog den sociala entreprenören Siavosh Derakhti och hans far i en demonstration där det även deltog medlemmar av Grå vargarna. Siavosh Derakhti uppgav att han inte visste vem i demonstrationen som var medlem av Grå Vargarna.[45]
- 2022 beslutade Myndigheten för ungdoms- och civilsamhällesfrågor (MUCF) att dra in stödet till Azerbajdzjaniers kongress i Sverige och Azerbajdzjanska riksförbundet efter att deras nära samarbete med diktaturen Azerbajdzjan och Grå vargarna avslöjats.[18]

## Politiska attentat och mord utförda av Grå vargarna
- Cafer Derili, turkisk vänsteraktivist, knivhöggs till döds den 9 december 2001 i Rotterdam, Nederländerna.
- Jardin de Babylone café i Saint-Josse-Ten-Noode i Belgien, som ägdes av en armenier, brändes ner och vandaliserades.[när?]
- Sveriges kommunistiska parti (SKP) angreps i Malmö 23 april 1999, då man uppmanade till bojkott av Turkiet.
- Påven Johannes Paulus II skottskadades i buken på Petersplatsen av medlemmen Mehmet Ali Ağca den 13 maj 1981. Två år senare besökte påven honom i fängelset och förlät honom för attentatet.
- HDP fick se över hundra av sina lokalkontor förstörda mellan 7 och 9 september 2015.
- Grå vargarna har anklagats för att angripa etniska kineser som "hämnd" för Kinas politik riktat mot uigurerna.[46]

## Deltagande i väpnade konflikter
- Kriget i Nagorno-Karabach (1988-91).
- Syriska inbördeskriget.[47][48][49]
- Första Tjetjenienkriget och Andra Tjetjenienkriget.
- Enligt den ryska tidningen Svobodnaya Pressa, deltog de i Krimkrisen 2015.[50]
- De ska ha varit aktiva på Cypern efter Cypernkrisen 1974.[51]

### Artiklar
- EU-resolution om situationen på Cypern